# Menneval
Menneval és un municipi francès situat al departament de l'Eure i a la regió de Normandia. L'any 2007 tenia 1.423 habitants.

## Demografia

### Població
El 2007 la població de fet de Menneval era de 1.423 persones. Hi havia 576 famílies de les quals 135 eren unipersonals (32 homes vivint sols i 103 dones vivint soles), 183 parelles sense fills, 198 parelles amb fills i 60 famílies monoparentals amb fills.
La població ha evolucionat segons el següent gràfic:
Habitants censats

### Habitatges
El 2007 hi havia 609 habitatges, 570 eren l'habitatge principal de la família, 12 eren segones residències i 27 estaven desocupats. 586 eren cases i 21 eren apartaments. Dels 570 habitatges principals, 425 estaven ocupats pels seus propietaris, 128 estaven llogats i ocupats pels llogaters i 17 estaven cedits a títol gratuït; 2 tenien una cambra, 17 en tenien dues, 73 en tenien tres, 189 en tenien quatre i 289 en tenien cinc o més. 483 habitatges disposaven pel capbaix d'una plaça de pàrquing. A 272 habitatges hi havia un automòbil i a 249 n'hi havia dos o més.

### Piràmide de població
La piràmide de població per edats i sexe el 2009 era:
| Homes | Edats   | Dones |
| ----- | ------- | ----- |
| 0     | 95 o +  | 0     |
| 4     | 90 a 94 | 0     |
| 12    | 85 a 89 | 4     |
| 0     | 80 a 84 | 4     |
| 8     | 75 a 79 | 28    |
| 28    | 70 a 74 | 28    |
| 48    | 65 a 69 | 40    |
| 28    | 60 a 64 | 32    |
| 36    | 55 a 59 | 56    |
| 48    | 50 a 54 | 28    |
| 52    | 45 a 49 | 68    |
| 48    | 40 a 44 | 64    |
| 44    | 35 a 39 | 36    |
| 40    | 30 a 34 | 36    |
| 40    | 25 a 29 | 56    |
| 40    | 20 a 24 | 36    |
| 68    | 15 a 19 | 52    |
| 44    | 10 a 14 | 40    |
| 24    | 5 a 9   | 36    |
| 36    | 0 a 4   | 40    |

## Economia
El 2007 la població en edat de treballar era de 932 persones, 623 eren actives i 309 eren inactives. De les 623 persones actives 569 estaven ocupades (296 homes i 273 dones) i 54 estaven aturades (22 homes i 32 dones). De les 309 persones inactives 125 estaven jubilades, 112 estaven estudiant i 72 estaven classificades com a «altres inactius».

### Ingressos
El 2009 a Menneval hi havia 591 unitats fiscals que integraven 1.491 persones, la mediana anual d'ingressos fiscals per persona era de 20.190 €.

### Activitats econòmiques
Dels 56 establiments que hi havia el 2007, 1 era d'una empresa de fabricació de material elèctric, 3 d'empreses de fabricació d'altres productes industrials, 11 d'empreses de construcció, 19 d'empreses de comerç i reparació d'automòbils, 3 d'empreses de transport, 2 d'empreses d'hostatgeria i restauració, 2 d'empreses financeres, 3 d'empreses immobiliàries, 7 d'empreses de serveis, 2 d'entitats de l'administració pública i 3 d'empreses classificades com a «altres activitats de serveis».
Dels 11 establiments de servei als particulars que hi havia el 2009, 2 eren tallers de reparació d'automòbils i de material agrícola, 4 paletes, 1 fusteria, 1 lampisteria, 2 electricistes i 1 empresa de construcció.
Dels 8 establiments comercials que hi havia el 2009, 1 era, 1 un hipermercat, 1 un supermercat, 1 una fleca, 1 una llibreria, 1 una botiga d'equipament de la llar, 1 una sabateria i 1 una joieria.
L'any 2000 a Menneval hi havia 13 explotacions agrícoles que ocupaven un total de 410 hectàrees.

## Equipaments sanitaris i escolars
L'únic equipament sanitari que hi havia el 2009 era una ambulància.
El 2009 hi havia una escola elemental.

## Poblacions més properes
El següent diagrama mostra les poblacions més properes.